# 佩代爾瑟雷
佩代爾瑟雷（瑞典語：Pedersöre）是芬蘭博滕區的市镇，位於該國西部，面積826.05平方公里，最高點海拔高度80米，2013年人口10,934，人口密度為每平方公里13.77人。

## 外部連結
- 官方网站  （瑞典文） （文）